# Kunja
Kunja (russisk: Ку́нья) er en flod i Pskov, Tver og Novgorod oblast i Rusland. Den er en højre biflod til Lovat. Floden er 236 km lang, med et afvandingsareal på 5.143 km². Middelvandføringen er 44,8 m³/sek ved udmundingen i Lovat.
Kunja udspringer fra den lille sø Vsteselovo, øst for Velikije Luki, løber der fra nord over og løber sammen med Lovat i byen Kholm.